# Abronia salvadorensis
Espèce
Statut de conservation UICN

 EN B1ab(iii) : En danger
Abronia salvadorensis est une espèce de sauriens de la famille des Anguidae.

## Répartition
Cette espèce se rencontre entre 1 900 et 2 250 m d'altitude dans la Sierra de Montecillos et la Sierra de Opalaca au Honduras et dans la Sierra Nahuaterique au Salvador.

## Étymologie
Son nom d'espèce, composé de salvador et du suffixe latin -ensis, « qui vit dans, qui habite », lui a été donné en référence au lieu de sa découverte.

## Publication originale
- Hidalgo, 1983 : Two new species of Abronia (Sauria: Anguidae) from the cloud forests of El Salvador. Occasional Papers of the Museum of Natural History, University of Kansas, no 105, p. 1-11 (texte original).